# Heuhotel
Ein Heuhotel (auch Heuherberge oder Heutel) ist eine Unterkunft für Reisende in der die Gäste auf Heuböden, in mit Heu gefüllten Kammern (meist ehemalige Ställe), Scheunen oder in Betten mit Heumatratzen übernachten. In einigen Betrieben werden auch Übernachtungsmöglichkeiten in anderen kreativ gestalteten Heu- oder Strohlagern angeboten.
Wie die Jugendherbergen bieten Heuherbergen überwiegend Schlafplätze in Mehrbettzimmern an.
Übernachtet wird meistens im eigenen Schlafsack.